# Granite Falls (Minnesota)
Granite Falls è un comune (city) degli Stati Uniti d'America che si trova la contee di Chippewa, quella di Renville, e quella di Yellow Medicine, della quale è capoluogo, nello Stato del Minnesota. La popolazione era di 2,897 persone al censimento del 2010.

## Storia
Granite Falls è stata intrecciata nel 1872. La città prende il nome da un deposito di rocce di granito nell'area. Un ufficio postale è stato in funzione a Granite Falls dal 1870. Granite Falls è stato incorporato come città nel 1889.

## Geografia fisica
Secondo lo United States Census Bureau, ha un'area totale di 3,82 miglia quadrate (9,89 km²).

## Società

### Evoluzione demografica
Secondo il censimento del 2010, c'erano 2,897 persone.

### Etnie e minoranze straniere
Secondo il censimento del 2010, la composizione etnica della città era formata dall'89,9% di bianchi, lo 0,6% di afroamericani, il 5,2% di nativi americani, lo 0,4% di asiatici, l'1,8% di altre razze, e il 2,1% di due o più etnie. Ispanici o latinos di qualunque razza erano il 4,7% della popolazione.